# St. Michael (Mitterdarching)

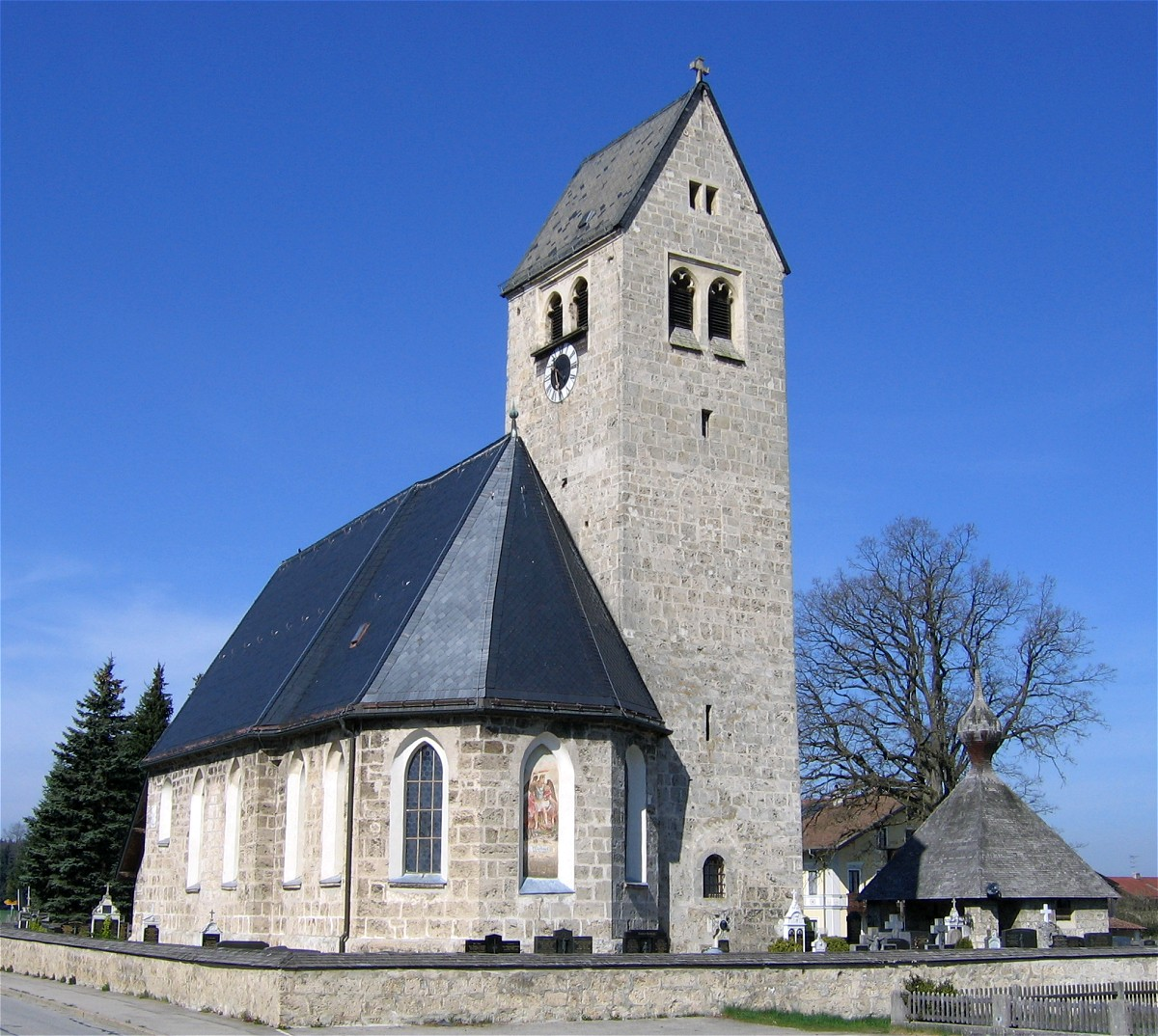
St. Michael in Mitterdarching

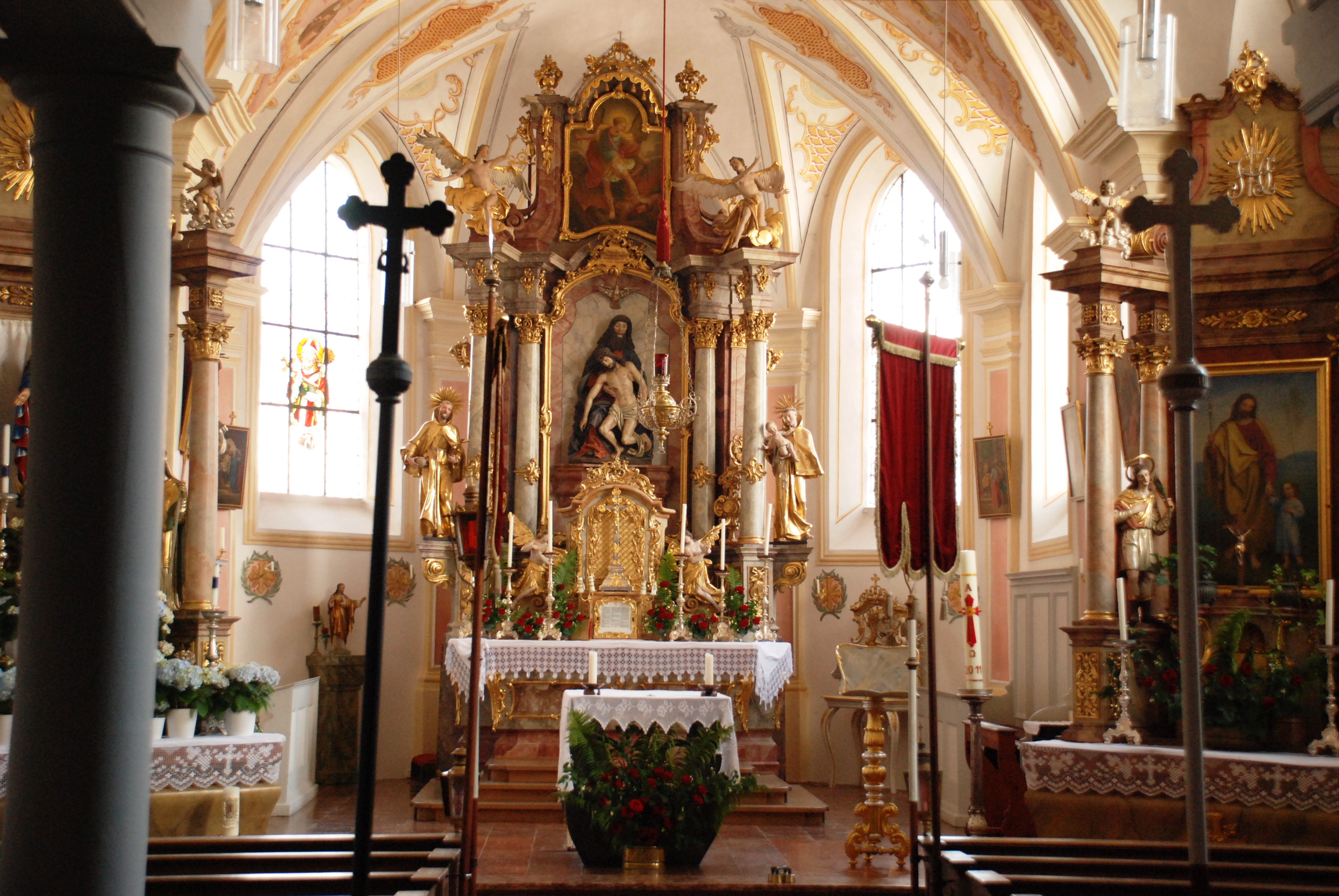
Hochaltar

Die römisch-katholische Filialkirche St. Michael steht in Mitterdarching, einem Gemeindeteil von Valley im oberbayerischen Landkreis Miesbach. Sie ist in der Liste der Baudenkmäler in Valley unter der Nummer D-1-82-133-26 eingetragen. Die Kirche gehört zum Dekanat Miesbach im Erzbistum München und Freising.

## Beschreibung
Die Saalkirche aus Quadermauerwerk besteht aus dem Langhaus zu drei Jochen und dem eingezogenen, dreiseitig geschlossenen Chor im Osten, die beide um 1500 neu gebaut wurden. Der Chorflankenturm an der Nordwand des Chors ist der ehemalige Chorturm der Vorgängerkirche aus dem 13./14. Jahrhundert. Sein oberstes Geschoss enthält die Turmuhr und den Glockenstuhl mit vier Glocken. Darauf sitzt ein Satteldach. 
Der Innenraum des Langhauses ist mit einem Stichkappengewölbe überspannt, das Erdgeschoss des Chorflankenturms, in dem sich die Sakristei befindet, mit einem Kreuzgratgewölbe. Der Hochaltar wurde von Joseph Götsch gebaut. Er wird von Skulpturen flankiert, die von Erasmus Grasser stammen. Auf dem Altarretabel befindet sich eine plastische Darstellung des Gnadenstuhls, ein Bild der Heiligen Dreifaltigkeit mit dem Heiligen Geist in Gestalt der Taube, Gottvater und Jesus. Meist hält Gottvater Jesus am Kreuz, hier aber abweichend davon an den Armen auf seinem Schoß, in der Ikonografie auch „Not Gottes“ genannt. Die Seitenaltäre wurden 1851 erneuert und an den Hochaltar angeglichen. Die Altarretabel hat Franz Xaver Glink bemalt.